# Барбара фон Бранденбург (1527 – 1595)
Вижте пояснителната страница за други личности с името Барбара фон Бранденбург.
Барбара фон Бранденбург (на немски: Barbara von Brandenburg; * 10 август 1527, Берлин; † 2 януари 1595, Бжег) от род Хоенцолерн, е принцеса от Бранденбург и чрез женитба херцогиня на долносилезийското Херцогство Бжег (Бриг).

## Живот
Тя е най-възрастната дъщеря на курфюрст Йоахим II от Бранденбург (1505 – 1571) и първата му съпруга Магдалена Саксонска (1507 – 1534), дъщеря на херцог Георг Брадати (1471 – 1539) и Барбара Ягелонка (1478 – 1534), дъщеря на полския крал Кажимеж IV Ягелончик.
Барбара се омъжва на 15 февруари 1545 г. в Берлин за принц Георг II Черния (1523 – 1586) от силезийските Пясти. На този ден и нейният брат Йохан Георг се жени за София (1525 – 1546), сестрата на Георг II. Барбара има зестра 20 000 рейнски гулдена.
През 1547 г. нейният съпруг става херцог на Бриг и Волау, а от 1552 г. е управител на Херцогство Легница. Той умира през 1586 г. и завещава на Барвара град Бриг. Тя управлява заедно със синовете си Херцогство Волау.

## Деца
Барбара и Георг II имат децата:
- Барбара (1548 – 1565)
- Йоахим Фридрих (1550 – 1602)
- Йохан Георг (1552 – 1592)
- София (1556 – 1594)
- Магдалена (1560 – 1562)
- Елизабет Магдалена (1562 – 1630), омъжена на 30 септември 1585 г. за херцог Карл II фон Мюнстерберг (1545 – 1617) от род Подебрад